# Fortunio Bonanova
Josep Lluís Moll connu sous le nom de scène Fortunio Bonanova (né le 13 janvier 1895 à Palma, à Majorque, en Espagne et mort le 2 avril 1969 à Woodland Hills)  est un chanteur (baryton), acteur, producteur et réalisateur espagnol naturalisé américain.

## Biographie
Dans sa riche filmographie, à noter son rôle du professeur de chant Mattiste dans Citizen Kane d'Orson Welles dans lequel il désespère de faire chanter juste l'épouse de Charles Foster Kane.

## Filmographie

### Comme acteur
- 1922 : Don Juan Tenorio
- 1924 : Don Juan
- 1932 : Careless Lady : Rodriguez
- 1932 : A Successful Calamity (en) de John G. Adolfi : Pietro Rafaelo, the Pianist
- 1934 : El Desaparecido : Repórter
- 1935 : Poderoso caballero
- 1936 : El Castigador castigado
- 1936 : El Capitan Tormenta : Capt. Bill
- 1936 : El Carnaval del diablo
- 1938 : Romance in the Dark : Tenor
- 1938 : La Belle de Mexico (Tropic Holiday) : Barrera
- 1938 : Bulldog Drummond in Africa : African police corporal
- 1939 : La Inmaculada
- 1940 : Tanya l'aventurière (I Was an Adventuress) de 	Gregory Ratoff : Orchestra Leader
- 1940 : Sous le ciel d'Argentine (Down Argentine Way) : Hôtel Manager
- 1940 : Le Signe de Zorro (The Mark of Zorro) de Rouben Mamoulian : Sentry
- 1941 : Une nuit à Rio (That Night in Rio) : Pereira, the Headwaiter
- 1941 : They Met in Argentina : Pedro, Ranch Blacksmith
- 1941 : Citizen Kane : Signor Matiste
- 1941 : Arènes sanglantes (Blood and Sand) : Pedro Espinosa
- 1941 : Soirs de Miami (Moon Over Miami) : Mr. Pretto, the Hôtel Manager
- 1941 : Unfinished Business de Gregory La Cava : Impresario
- 1941 : Two Latins from Manhattan : Armando Rivero
- 1941 : Un Yankee dans la RAF (A Yank in the R.A.F.) : Louis, Headwaiter at Regency
- 1942 : Four Jacks and a Jill (en) : Mike - Nightclub Owner
- 1942 : Mr. and Mrs. North : Buano
- 1942 : À nous la marine : The Chef
- 1942 : Obliging Young Lady : Chef
- 1942 : Sing Your Worries Away : Gaston - Headwaiter
- 1942 : Larceny, Inc. de Lloyd Bacon : Anton Copoulos, a barber
- 1942 : Girl Trouble : Simon Cordoba
- 1942 : Le Cygne noir (The Black Swan) : Don Miguel
- 1943 : Hello Frisco, Hello : Opera singer
- 1943 : Les Cinq Secrets du désert (Five Graves to Cairo) : Gen. Sebastiano
- 1943 : Dixie : Waiter
- 1943 : Pour qui sonne le glas (For Whom the Bell Tolls) : Fernando (calm)
- 1943 : Le Chant de Bernadette (The Song of Bernadette) : Imperial Prince Louis
- 1944 : The Sultan's Daughter : Kuda
- 1944 : Ali Baba et les Quarante Voleurs (Ali Baba and the Forty Thieves) : Old Baba
- 1944 : My Best Gal : Charlie
- 1944 : La Route semée d'étoiles (Going My Way) : Tomaso Bozanni
- 1944 : Assurance sur la mort (Double Indemnity) : Sam Garlopis
- 1944 : Madame Parkington (Mrs. Parkington) : Signor Cellini
- 1944 : Brazil : Senor Renato Da Silva
- 1945 : Drôle d'histoire (Where do we go from here ?) : Christopher Columbus
- 1945 : La Pícara Susana
- 1945 : Une cloche pour Adano (A Bell for Adano) de Henry King : Chief of Police Gargano
- 1945 : Man Alive (en) de Ray Enright : Prof. Zorado
- 1945 : Hit the Hay : Mario Alvini
- 1945 : Red Dragon : Insp. Luis Carvero
- 1945 : The Sailor Takes a Wife : Telephone Man
- 1946 : Pepita Jiménez
- 1946 : Le Joyeux Barbier (Monsieur Beaucaire) de George Marshall : Don Carlos
- 1947 : Sénorita Toréador (Fiesta) : Antonio Morales
- 1947 : La Diosa arrodillada : Nacho Gutierrez
- 1947 : Dieu est mort (The Fugitive) : The Governor's Cousin
- 1947 : Rose of Santa Rosa : Don Manuel Ortega
- 1948 : Romance à Rio (Romance on the High Seas) : Plinio
- 1948 : Tam-tam sur l'Amazone (Angel on the Amazon) : Sebastian Ortega
- 1948 : Les Aventures de don Juan (Adventures of Don Juan) : Don Serafino
- 1949 : J'ai épousé un hors-la-loi (Bad Men of Tombstone) de Kurt Neumann : Mingo
- 1949 : Le Mystérieux Docteur Korvo (Whirlpool) : Feruccio di Ravallo
- 1950 : Voyage à Rio (Nancy Goes to Rio) : Ricardo Domingos
- 1950 : Les Amants de Capri (September Affair) : Grazzi
- 1951 : Havana Rose : Ambassador DeMarco
- 1953 : Le Port des passions (Thunder Bay) : Sheriff Antoine Chighizola
- 1953 : La Lune était bleue (The Moon Is Blue) : Television performer
- 1953 : La Vierge sur le toit (Die Jungfrau auf dem Dach) d'Otto Preminger (version allemande de La Lune était bleue, 1953)
- 1953 : So This Is Love de Lew Landers : Dr. Marafioti
- 1953 : Passion sous les tropiques (Second Chance) : Mandy, hôtel owner
- 1953 : Conquest of Cochise : Mexican Minister
- 1953 : Die Jungfrau auf dem Dach : TV Ansager
- 1955 : New York confidentiel (New York Confidential) : Senor
- 1955 : En quatrième vitesse (Kiss Me Deadly) : Carmen Trivago
- 1956 : Jaguar : Francisco Servente
- 1957 : Elle et lui (An Affair to Remember) : Courbet
- 1958 : L'Implacable poursuite (The Saga of Hemp Brown) : Serge Bolanos
- 1959 : Caravane vers le soleil (Thunder in the Sun) de Russell Rouse : Fernando Christophe
- 1963 : Le Deuxième Homme (The Running Man) : Spanish Bank Manager
- 1964 : Agent 077, opération Jamaïque (La muerte silba un blues) de Jesús Franco

### Comme producteur
- 1939 : La Inmaculada

### Comme réalisateur
- 1924 : Don Juan